# Village Vanguard

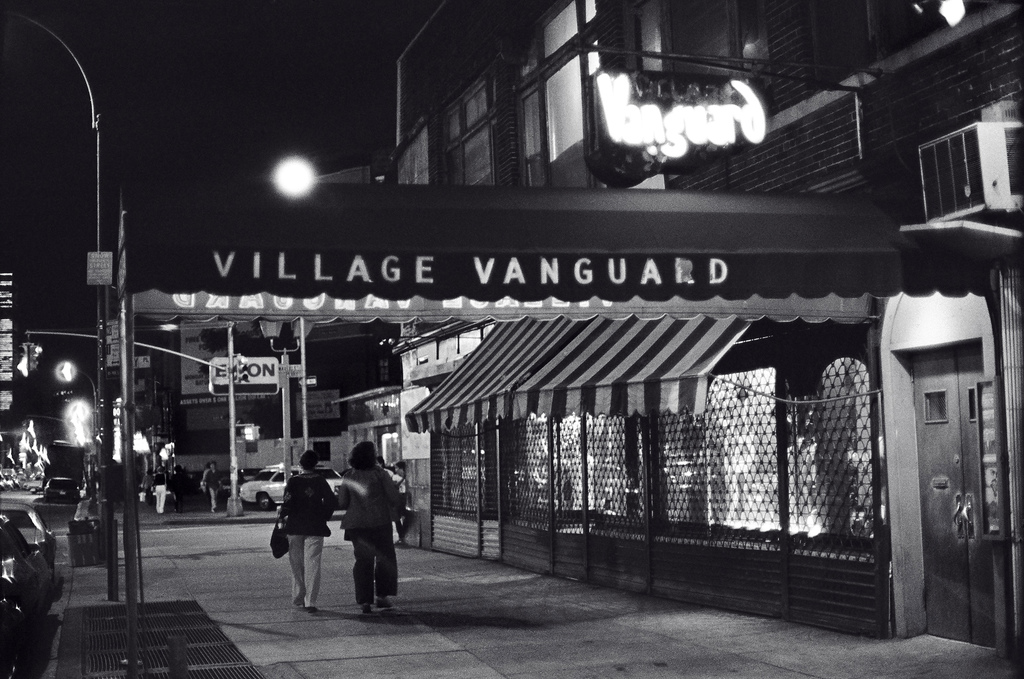
Eingang des Village Vanguard (1976)

Das Village Vanguard (dt. Dorf Avantgarde) ist ein Jazz-Club in der Seventh Avenue (178 Seventh Avenue South) im New Yorker Stadtteil Greenwich Village.

## Geschichte

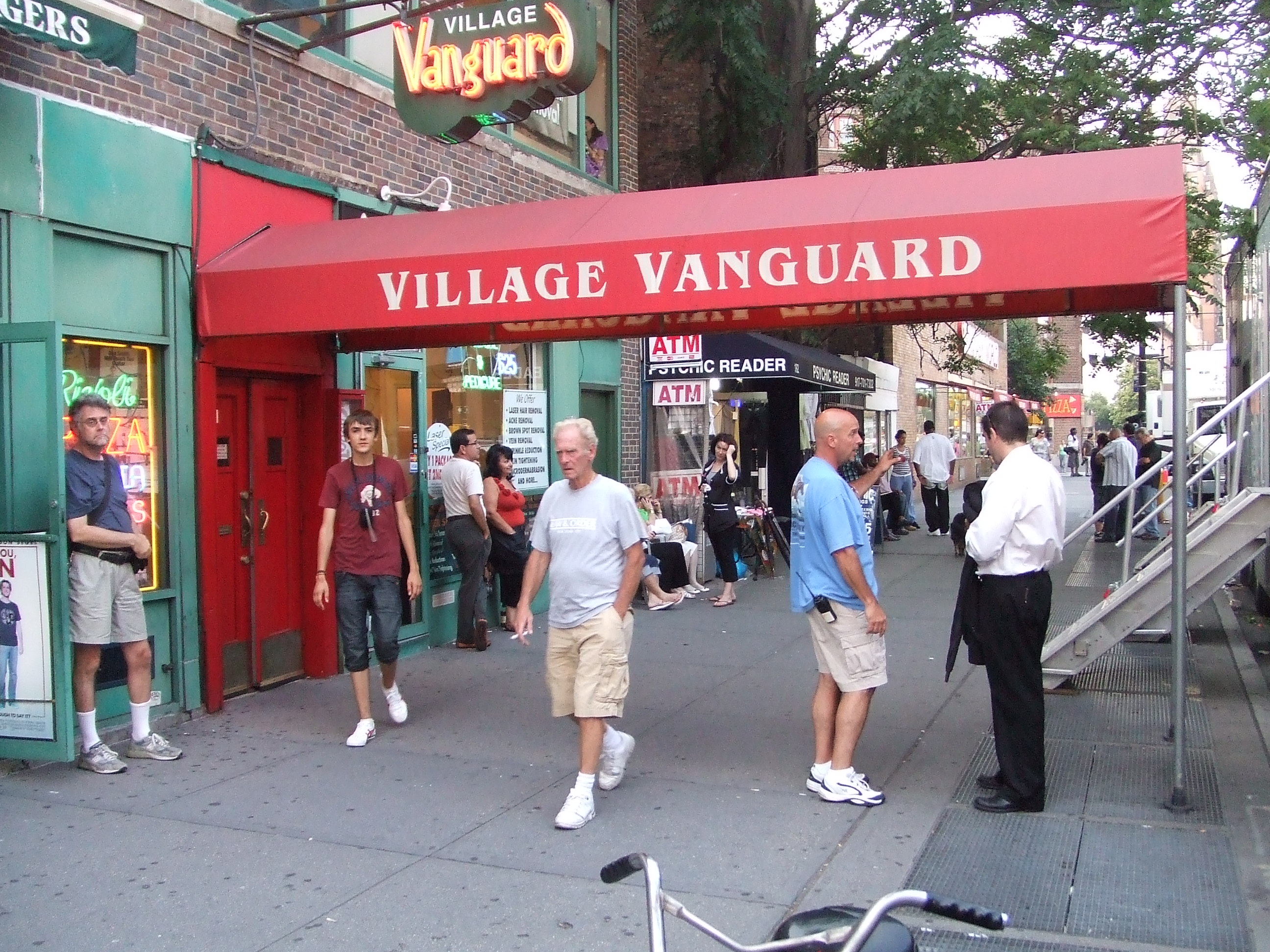
Vor dem Village Vanguard (2009)

Das Village Vanguard öffnete am 22. Februar 1935 seine Tore. Gründer Max Gordon eröffnete den Club im Keller eines keilförmigen Gebäudes an der Ecke Seventh Avenue und Waverly Place. Er war zunächst eine Bühne für unterschiedlichste Künstler, darunter auch der Folkmusiker Pete Seeger, dessen Band The Weavers im Vanguard ihre erste Anstellung fanden, und der damals noch unbekannte Sänger Harry Belafonte. Im August 1949 spielte dort Mary Lou Williams das erste Jazzkonzert; ihre Gruppe teilte sich die Bühne mit der Band von J. C. Heard. Ab 1957 wurde das Vanguard zu einem reinen Jazz-Club. Zu den Künstlern des Vanguard gehörten bald Musiker wie Thelonious Monk, Dizzy Gillespie, Miles Davis und Art Blakey.
Während die Clubs der 52. Straße oder das Birdland am Broadway ab der Mitte der 1960er Jahre die Tore schlossen, blieb das Vanguard ein bekannter Veranstaltungsort für Jazz in New York. Nachdem Max Gordon 1989 verstorben war, übernahm seine Frau Lorraine die Geschäfte und führte sie bis zu ihrem Tod im Juni 2018. Seither hat ihre Tochter Deborah den Club übernommen.

## Bedeutung in der Jazz-Szene

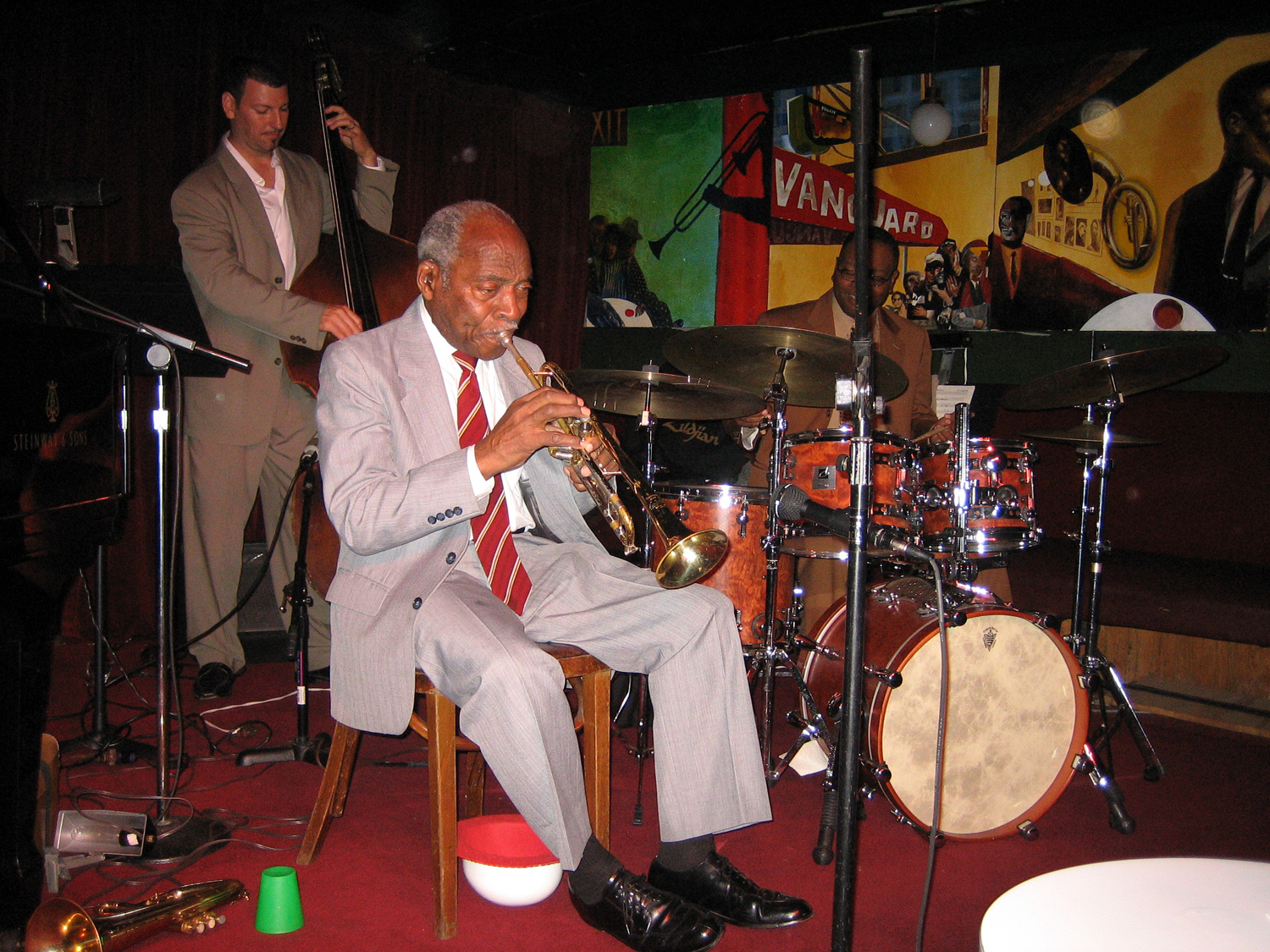
John Webber, Joe Wilder und Lewis Nash im Village Vanguard (2006)

Eine Besonderheit des Village Vanguard ist seine Geometrie. Das Gebäude, wie auch der Club mit seinen 123 Sitzplätzen, ist keilförmig, wobei sich die Bühne in einer der Ecken des Raumes befindet. Diese sehr spezielle Geometrie macht das Vanguard zu einem der besten Orte für Jazzaufnahmen, zur „Carnegie Hall of jazz“. Die Musiker schätzen am Vanguard insbesondere die Nähe zum Publikum. John Coltrane äußerte sich dazu:

“I like the feeling of a club, especially one with an intimate atmosphere like the Vanguard. It’s important to have that real contact with an audience because that’s what we’re trying to do – communicate.”

Dazu kommt, dass das Vanguard von den Besitzern stets sehr restriktiv als Jazz-Club geführt wird, bei dem die Musik im Vordergrund steht. So heißt es auf der Homepage des Clubs

“During performances, QUIET IS ENFORCED. We’re a jazz club, not a chat room.”

Das Village Vanguard ist nicht nur Auftrittsmöglichkeit, es wurde und wird auch immer wieder für die Produktion von Live-Aufnahmen verwendet. Über die Grenzen der Vereinigten Staaten hinaus bekannt wurde das Vanguard durch zahlreiche Live-Aufnahmen von Künstlern wie Bill Evans und John Coltrane.

## Aufnahmen aus dem Village Vanguard
Bei den Jazz-Labels gilt der Schriftzug „at the Village Vanguard“ mittlerweile als Garant für gute Absatzzahlen. Mittlerweile ziert er mehrere Dutzend Cover von Aufnahmen aller großen Jazz-Labels, angefangen bei Blue Note über Riverside bis hin zu Impulse und Verve, die Gesamtzahl der Aufnahmen beträgt bis dato etwa 150.

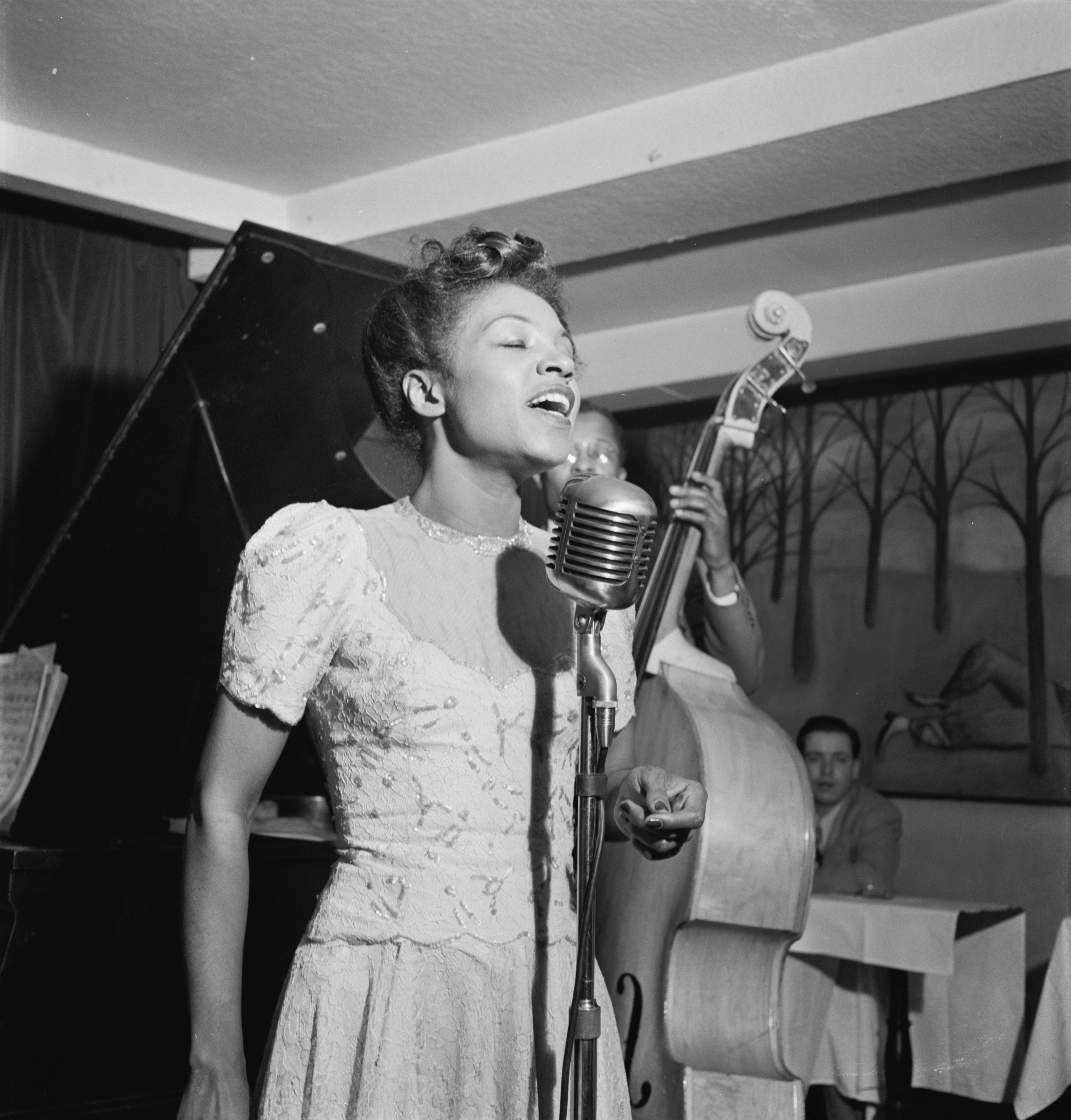
Maxine Sullivan im Village Vanguard (1947)

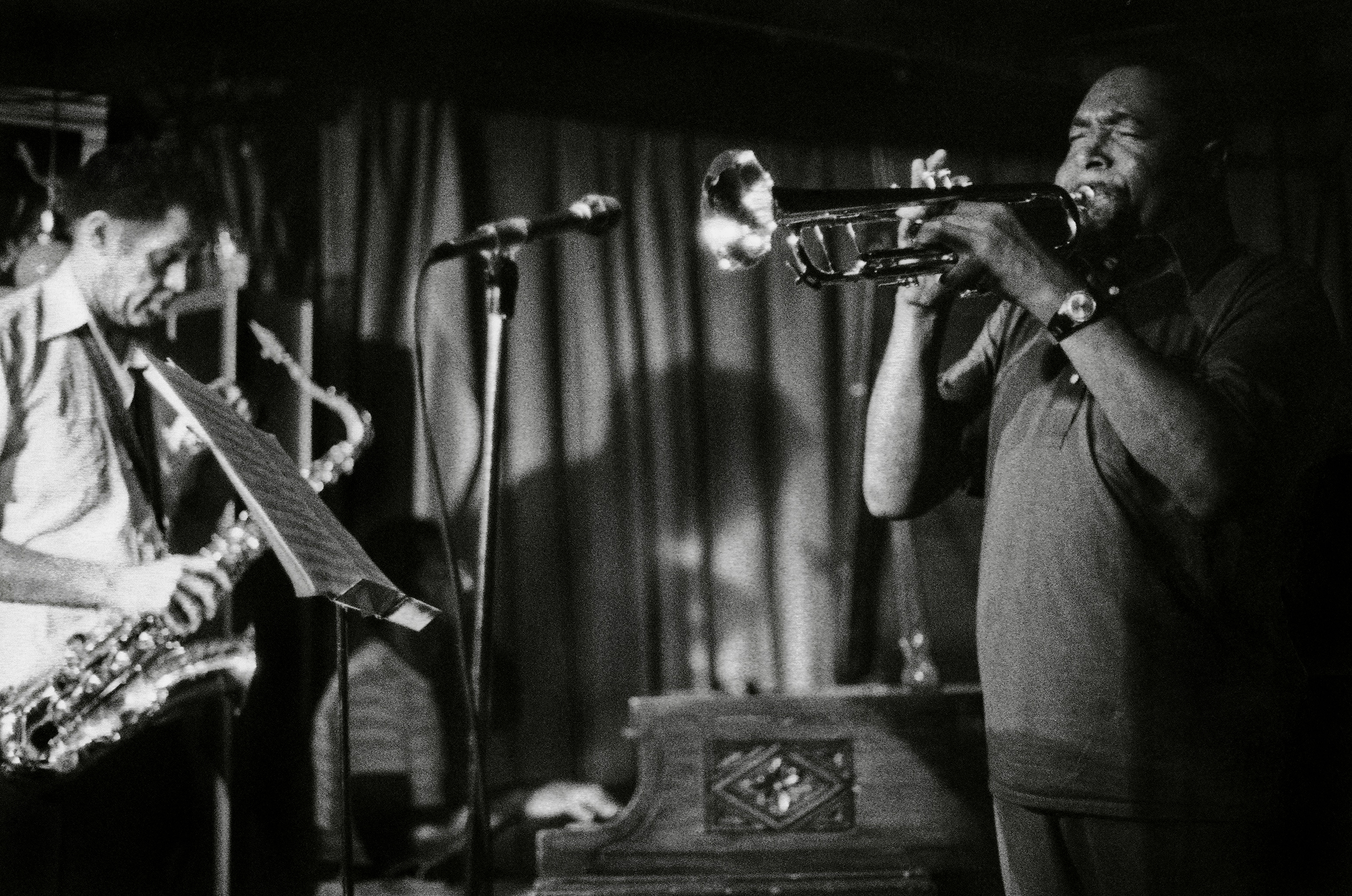
Dexter Gordon und Benny Bailey im Village Vanguard (1977)

- 1957: Night at the Village Vanguard (Sonny Rollins, Blue Note)
- 1961: Waltz for Debby und Sunday at the Village Vanguard (Bill Evans, Riverside)
- 1961: Coltrane „Live“ at the Village Vanguard (John Coltrane, Impulse!)
- 1962: The Cannonball Adderley Sextett in New York, featuring Nat Adderley and Yusef Lateef Recorded "Live" at the Village Vanguard (Riverside)
- 1963: Impressions (John Coltrane, Impulse!)
- 1966: All My Yesterdays: The Debut 1966 Recordings at the Village Vanguard (Thad Jones/Mel Lewis Orchestra, Resonance, 2016)
- 1967: Live at the Village Vanguard Again! (John Coltrane, Impulse!)
- 1970: Betty Carter at the Village Vanguard (Betty Carter, Verve)
- 1976: Homecoming: Live at the Village Vanguard (Dexter Gordon, Sony)
- 1979: Nude Ants (Keith Jarrett, Jan Garbarek, Palle Danielsson, Jon Christensen, ECM 1986)
- 1980: Turn out the Stars (Bill Evans, Nonesuch)
- 1984: Live at the Village Vanguard (Michel Petrucciani, Blue Note)
- 1988: Just Friends: Live at the Village Vanguard (Eddie Daniels/Roger Kellaway, Resonance, 2017)
- 1999: Live at the Village Vanguard (Wynton Marsalis, Sony)
- 2006: Live – At the Village Vanguard (Brad Mehldau, Nonesuch)
- 2007: Live at the Village Vanguard (Bill Charlap, Blue Note)
- 2014: Live at the Village Vanguard (Marc Ribot Trio, Pi Recordings)